# Czárán Dániel
Czárán Dániel (Sebed, 1880. október 13. – Naszvad, 1966. augusztus 2.) testneveléstanár, tornász.

## Élete
A temesvári piarista gimnáziumban, majd az aradi állami tanítóképzőben tanult. 1902-ben tanítói oklevelet, 1904-ben pedig testnevelési tanári oklevelet szerzett. 1905-től 35 évig az érsekújvári gimnázium testnevelő tanára volt.
1907-ben alapítója és vezetője volt az Érsekújvári Sport Egyesületnek, amelyben évente népszerű tornaünnepélyt szervezett. 35 éven át tanított az érsekújvári gimnáziumban. Mint tornatanár nemcsak helyi viszonylatban rendezett nyilvános tornabemutatókat, hanem országos magyar középiskolás sportversenyek szervezésében is részt vett, például az atlétikai és röplabdaviadalt 1938. június 19-én tartották Érsekújvárott. A verseny az ÉSE pályáján zajlott le, és nyolc magyar középiskola: a pozsonyi, komáromi, érsekújvári, ipolysági, losonci és kassai gimnáziumok, valamint a pozsonyi kereskedelmi és tanítóképző versenyzői vettek részt rajta. A rendezvény védnöke a polgármester, Holota János volt és ez alkalommal egy a nevét viselő serleget is létesített. A versenyen jelen volt a Csehszlovákiai Magyar Testnevelő Szövetség elnöke, Bárczy Oszkár és a Csehszlovákiai Magyar Atlétikai Szövetség főtitkára, Moravek István is.
1940-ben nyugalomba vonult. Kiváló tornászokat nevelt, például Klemanovits Tibor, Szekanek Icsó, Spányik Jóska. 1951-ben a megújított újvári futballklubban, a TJ Lokomotíva Nové Zámky-ban is vezető szerepet vállalt.

## Emlékezete
- Czárán-strand Érsekújvárott a két világháború között